# Diane Keaton
Vous lisez un « article de qualité » labellisé en 2012.
« Diane Hall » redirige ici. Pour les autres significations, voir Diane, Keaton (homonymie) et Hall.
Diane Keaton, née Diane Hall le 5 janvier 1946 à Los Angeles, est une actrice, réalisatrice et productrice américaine.
Jeune fille, elle commence sa carrière sur scène dans les années 1960 et fait ses débuts à l'écran en 1970. Son premier rôle majeur au cinéma lui est alors attribué par Francis Ford Coppola grâce auquel elle interprète le rôle de Kay Adams-Corleone dans Le Parrain. Mais les films qui marquent le début de sa carrière sont ceux du réalisateur et acteur Woody Allen : Tombe les filles et tais-toi en 1972, Woody et les Robots en 1973 ainsi que Guerre et Amour en 1975. Les longs métrages du cinéaste imposent Keaton en tant qu'actrice comique. En 1978, Annie Hall lui vaut même l'Oscar de la meilleure actrice.
Mais Diane Keaton amène sa carrière cinématographique vers d'autres genres afin de ne pas être cataloguée comme actrice de comédie. Elle change donc de registre et devient une interprète dramatique accomplie grâce au film À la recherche de Mister Goodbar. En 1982 et 1997, elle reçoit une nomination aux Oscars pour Reds et Simples Secrets. Artiste reconnue, la filmographie de Diane Keaton ne cesse de s'accroître avec des films comme Baby Boom, Le Père de la mariée, Le Club des ex, Tout peut arriver, Esprit de famille, Ainsi va la vie ou encore Le Book Club. En plus de sa carrière filmique, Diane Keaton possède divers passe-temps : elle est à l'occasion collectionneuse de photographies, promotrice immobilière, écrivaine et chanteuse. Égérie de L'Oréal depuis 2006, son style extravagant inspire le monde de la mode au cinéma.

## Biographie

### Jeunesse et études

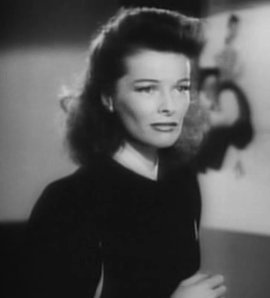
Katharine Hepburn, actrice que Diane Keaton admire particulièrement.

Diane Hall, née en Californie, est l'aînée d'une famille de quatre enfants : son frère Randy est né en 1948 et ses deux sœurs Robin et Dorrie en 1951 et en 1953. Leur père, Jack Hall originaire d'Irlande (1921–1990), est un ingénieur en génie civil de religion catholique. La jeune Diane est pourtant élevée à la manière des méthodistes par sa mère, Dorothy (née Keaton, 1921–2008), femme au foyer et photographe amatrice,,. Lorsque Diane voit sa mère remporter le titre de « Mrs. Los Angeles » à un concours de beauté pour les femmes au foyer, elle rêve de devenir une actrice. Ayant le goût de la théâtralité, Diane Hall admire Katharine Hepburn pour son caractère fort et indépendant et la désigne alors comme l'une de ses inspirations.
Motivée, la future comédienne obtient son diplôme en 1963, à la Santa Ana High School de Santa Ana, en Californie. Là-bas, elle intègre un club de chant et de théâtre. Elle participe à de nombreuses productions scolaires et joue notamment le rôle de Blanche DuBois dans Un tramway nommé Désir. Après ses premiers diplômes, elle étudie au Santa Ana College puis c'est à l'Orange Coast College d'Orange, en Californie, qu'elle suit des cours de théâtre. Au bout d'un an d'études, Diane Hall quitte l'école pour poursuivre une carrière dans le divertissement, à Manhattan. Une fois sur place, elle intègre un syndicat professionnel de comédiens appelé Actors' Equity Association. La jeune femme choisit de prendre le nom de jeune fille de sa mère : Keaton, car une autre personne nommée Diane Hall fait déjà partie de l'association,. Celle qu'on appelle maintenant Diane Keaton travaille aussi comme chanteuse dans une boîte de nuit pour combler son manque d'argent,.
Après une longue collaboration avec l'Actors' Equity Association, Diane Keaton ne renonce pas à ses projets et rejoint la Neighborhood Playhouse, à New York. Dans cette école d'art dramatique, elle apprend à perfectionner son jeu de scène grâce à une méthode appelée technique de Meisner. Ce procédé mis en place dans les années 1930 permet à la comédienne d'être plus crédible et convaincante face à son public. En 1968, Diane Keaton obtient son diplôme d'art dramatique et arrête ses études pour accompagner la troupe de la comédie musicale Hair, à Broadway,. N'ayant pas voulu se dévêtir à la fin du premier acte dans le rôle de Sheila, la jeune femme acquiert une certaine notoriété. Mais elle aurait pu gagner cinquante dollars de plus sur son salaire,. Neuf mois plus tard, après avoir joué sans interruption à Broadway, Diane Keaton est auditionnée en automne 1968 pour un rôle dans une nouvelle production de Woody Allen s'intitulant Play It Again, Sam (Une aspirine pour deux). L'actrice a failli ne pas être sélectionnée dans la distribution à cause de sa grande taille. Au cours de la même période, la carrière cinématographique de Diane Keaton est bientôt lancée.

### Les années 1970
Dans les années 1970, Diane Keaton est au sommet de sa popularité. Nommée pour le Tony Award du Meilleur second rôle féminin dans la pièce de théâtre Play It Again, Sam, elle est sollicitée par des producteurs de télévision pour quelques apparitions dans des séries télévisées et une publicité. Elle devient ensuite la muse de deux jeunes réalisateurs : Francis Ford Coppola et Woody Allen. Le premier la révèle au grand public et le deuxième en fait une actrice à part entière, dont le talent est salué par l'ensemble des critiques.

#### La femme du Parrain

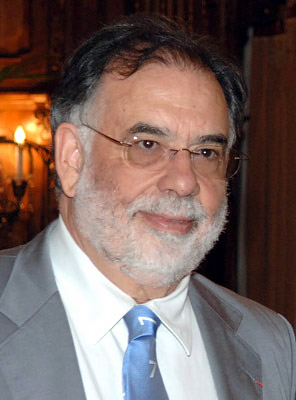
Francis Ford Coppola est convaincu par l'excentricité de Diane Keaton.

En 1972, Diane Keaton débute au cinéma dans Le Parrain, blockbuster de Francis Ford Coppola, où elle joue le rôle de Kay Adams, petite amie de Michael Corleone – joué par Al Pacino. Coppola l'avait remarquée dans le film Lune de miel aux orties et la choisit pour sa réputation de femme excentrique, un caractère qu'il veut retrouver dans son personnage. Diane Keaton mène son interprétation en s'appuyant sur son expérience féminine durant le tournage. Comme Kay Adams, c'est « une femme dans un monde d'hommes »,. Le Parrain connaît un grand succès critique et financier, couronné par l'Oscar du meilleur film en 1973.
Un an après cette réussite, elle doit reprendre son rôle pour le second volet de la saga. Réticente à retourner sur les plateaux de tournage, c'est en lisant le scénario de Francis Ford Coppola qu'elle change d'avis : « J'étais sceptique à l'idée de jouer à nouveau dans la suite du Parrain. Mais quand j'ai lu le scénario, le personnage me semblait beaucoup plus important que dans le premier film », a-t-elle déclaré lors d'une interview. Dans Le Parrain 2, Kay Adams devient la femme de Michael Corleone, le nouveau parrain. Rendue aigrie par les activités de son mari, Kay Adams-Corleone n'est plus la même dans cette deuxième partie. Pourtant, ce changement n'empêche pas certains magazines comme Time d'écrire : « [Diane Keaton est] invisible dans Le Parrain et livide dans Le Parrain 2 ». Plus tard, l'actrice reconnaît finalement que ce rôle n'a pas été enrichissant. Elle le résume « à l'image d'une femme debout dans un couloir, attendant la permission de voir son mari ».

#### Woody Allen et Diane Keaton: une relation fructueuse
La vie et la carrière de Diane Keaton prennent un véritable tournant le jour de sa rencontre avec le jeune réalisateur new-yorkais Woody Allen. L'actrice tombe amoureuse de son charme et de son talent. Aujourd'hui, même si leur amour a pris fin, leurs collaborations filmiques ont obtenu et continuent d'avoir un grand succès. Allen l'a lui-même avoué : « Diane Keaton a été ma muse quand j'ai commencé mon métier ».
En 1972, elle joue dans l'adaptation cinématographique de Play It Again, Sam, Tombe les filles et tais-toi, sur un scénario de Woody Allen, mais réalisé par Herbert Ross. L'année suivante, elle prête ses traits à Luna Schlosser, une héroïne à la Buster Keaton dans Woody et les Robots. Les deux comédies sont bien reçues par les critiques et par le public. En 1975, Guerre et Amour est considéré comme le film le plus drôle de Woody Allen par la plupart des professionnels du cinéma. Diane Keaton y joue le personnage de Sonja, une jeune russe aux opinions philosophiques inexorables. D'après Roger Ebert, c'est la première fois que l'actrice apporte autant d'essence à un rôle.
Lorsque Woody Allen et Diane Keaton tournent Annie Hall au printemps de l'année 1976, ils ne s'attendent pas au triomphe qui va les submerger. À l'époque, le réalisateur écrit une comédie romantique basée sur la vie de sa compagne, dont il s'est séparé depuis deux ans. Ses habitudes, sa personnalité et surtout, son style vestimentaire, façonnent le personnage d'Annie Hall,. Même le nom de l'actrice est exploité : Annie – son surnom, Hall – son véritable nom de famille. Diane Keaton parle de son rôle comme d'une « version idéalisée » d'elle-même. En 1977, toutes les critiques se réjouissent de ce film : The New York Times écrit que « la caméra [de Woody Allen] fait ressortir la beauté et les ressources émotionnelles [de Diane Keaton], ce qui aurait pu échapper à d'autres réalisateurs », tandis qu'Emmanuel Carrère de Positif affirme que le long métrage est « rigoureux et maîtrisé ». Annie Hall affiche une recette de 38 251 425 $ aux États-Unis et remporte quatre Oscars en 1978, dont celui du Meilleur film. La performance de Diane Keaton lui vaut l'Oscar de la meilleure actrice. Vingt ans plus tard, un journaliste de CNN déclare que Diane Keaton continue encore d'être identifiée au personnage « maladroit et timide » d'Annie Hall. En 2006, le magazine américain Premiere inclut son interprétation à la 60e place des « 100 Meilleures Performances de tous les temps ». Pour Diane Keaton, être sacrée meilleure actrice a été une injustice. Néanmoins, elle reste fière d'avoir joué dans ce qu'elle appelle « une Grande comédie américaine ».
En 1978, Intérieurs réunit Diane Keaton, Mary Beth Hurt et Geraldine Page pour le premier film dramatique de Woody Allen. En changeant de genre, le réalisateur est accusé de berner le public. Les critiques sont alors mitigées. Mais Allen renoue rapidement avec le succès. En 1979, Manhattan marque l'avant-dernière collaboration entre le cinéaste et Diane Keaton. Ce film est le plus symbolique de leur carrière. Il est l'apologie de New York, la ville qui a changé leur vie professionnelle à jamais,.

### Les années 1980
« La femme la plus drôle du cinéma contemporain est Diane Keaton ». C'est ainsi que Time définit une actrice comique confirmée depuis Annie Hall. Pourtant, les œuvres tragiques n'ont pas fait défaut à Diane Keaton. Au début de la décennie précédente, Le Parrain a dévoilé ses capacités et en 1977, le drame de Richard Brooks, À la recherche de Mister Goodbar, les a crédibilisées. Dans ce film, Theresa, son personnage, éduque des enfants sourds dans une école catholique le jour, et fréquente des bars pour satisfaire son besoin excessif de sexualité la nuit. L'interprétation de l'actrice a été motivée par les arguments psychologiques de l'histoire. Le même article du Time n'a pas oublié de le préciser, il s'agit malgré tout d'un rôle rare pour une femme dans le cinéma américain. Après Intérieurs de Woody Allen, la comédienne laisse libre cours à ses envies de tragédienne dans les années 1980.

#### Redsde Warren Beatty

La Première dame des États-Unis Nancy Reagan discutant avec Warren Beatty et Diane Keaton après la projection privée de Reds à la Maison-Blanche, en 1981.

En 1978, Diane Keaton fréquente le réalisateur et acteur Warren Beatty. Surnommé « Mister Hollywood » par les journalistes du Time, l'homme jouit d'une importante célébrité aux États-Unis. Deux ans après leur rencontre, Beatty propose à sa petite amie du moment de jouer à ses côtés dans Reds, un film qu'il scénarise et met en scène. Diane Keaton accepte le rôle de Louise Bryant, une journaliste et féministe américaine. Résignée à quitter son mari, elle part travailler avec l'écrivain extrémiste John Reed – joué par Beatty – sur ses chroniques de la Révolution russe. The New York Times écrit à propos de Keaton qu'elle n'est « rien de moins que superbe en Louise Bryant. Belle, égoïste, drôle et entraînante : c'est le meilleur travail qu'elle ait accompli à ce jour ». L'actrice est nommée une deuxième fois pour l'Oscar de la meilleure actrice, en 1982. Son idole, Katharine Hepburn, remporte le trophée à sa place pour La Maison du lac.
Lors du tournage de Reds, retardé plusieurs fois en 1977 à cause de problèmes de production, Diane Keaton a failli quitter le projet croyant qu'il ne serait jamais produit. Il faut attendre deux ans pour que le film soit enfin tourné. Dans une interview de Vanity Fair, en 2006, Diane Keaton revient sur son rôle : « Bryant est un quidam qui se considère extraordinaire mais qui est finalement très ordinaire. Je connais ce sentiment d'anxiété. » George Plimpton, un acteur de Reds, a dit que Louise Bryant avait été le rôle le plus difficile de Diane Keaton et « [qu'elle] n'en était pas sortie indemne. »

#### Diane Keaton: actrice et réalisatrice
En 1982, Diane Keaton s'impose en actrice dramatique dans L'Usure du temps d'Alan Parker. Puis, en 1984, elle joue dans son premier thriller : La Petite Fille au tambour. Ce film, inspiré du roman éponyme de John le Carré, se solde par un échec financier et critique. Certains journalistes désapprouvent la présence de Keaton dans ce genre de production, comme Stanley Kauffmann de la revue New Republic, qui la considère peu convaincante et inappropriée. Mais la même année, elle regagne la faveur des critiques et du public grâce à sa performance dans Mrs. Soffel de Gillian Armstrong. L'histoire vraie d'une femme, amoureuse d'un prisonnier et prête à tout pour le faire évader, permet à l'actrice d'être nommée pour le Golden Globe de la meilleure actrice dans un film dramatique, en 1985.
Au milieu de la décennie, Diane Keaton se lasse de jouer la tragédie et veut reprendre le chemin de la comédie. Après plusieurs projets abandonnés, elle se réjouit de tourner dans Crimes du cœur et Baby Boom. Le premier film, réalisé par Bruce Beresford, n'est pas un grand succès tandis que le deuxième, écrit et produit par Nancy Meyers, relance la carrière de l'actrice,. En 1987, elle accepte aussi de faire un caméo dans Radio Days de Woody Allen. Le réalisateur tient à lui faire chanter You'd Be So Nice to Come Home To de Cole Porter, une chanson particulièrement marquante dans son long métrage. Avec Le Prix de la passion, en 1988, Diane Keaton se plonge à nouveau dans un drame signé Leonard Nimoy. Le film est encore une déception et l'actrice le concède : « c'est un gros échec, mais alors un GROS échec ». Une critique du Washington Post n'hésite pas à dire que « son jeu dégénère en battage, comme si elle essayait de vendre une idée sans en être convaincue ».
Diane Keaton résume sa carrière à celle d'une médiocre vedette de cinéma. Son évolution cinématographique décousue est parsemée de hauts et de bas depuis que Woody Allen et Warren Beatty n'ont plus écrit et réalisé pour elle. Elle prend alors la décision de monter son propre film. Un documentaire traitant de la vie après la mort fait partie des projets qui lui tiennent à cœur depuis longtemps. Elle réalise Heaven en 1987 (Paradis en français) qui présente les opinions religieuses de plusieurs personnes, qu'elles soient connues ou non, sous forme d'interviews. À la sortie du film, les critiques sont mitigées. Si The New York Times le juge « futile », Rob Gonsalves du site eFilmCritic.com affirme vingt ans plus tard qu'il s'agit de « la plus grande réalisation [de Diane Keaton] », le comparant à Looking for Richard d'Al Pacino. Indépendamment des critiques, cette première expérience en tant que réalisatrice a satisfait Diane Keaton. Elle voit désormais sa carrière sous un meilleur jour.

### Les années 1990
Dans les années 1990, Diane Keaton est l'actrice la plus populaire et polyvalente de Hollywood. Devenue plus mûre, la quadragénaire s'adonne maintenant à des rôles matures, comme celui d'une mère de famille dans Le Père de la mariée et Le Club des ex. Elle ne souhaite plus se soumettre à un genre ou un personnage : « Le plus souvent, un rôle particulier vous fait florès et boom ! Vous avez des tas d'opportunités, tous pour des rôles similaires… J'ai essayé de me libérer de ces rôles habituels pour me consacrer à des choses bien plus différentes » a-t-elle déclaré.

#### Une artiste reconnue
En 1989, Diane Keaton s'engage dans la fonction de productrice avec une comédie dramatique intitulée The Lemon Sisters. Une fois produit et réalisé, le film est mis en suspens pendant un an. Lorsqu'il est enfin projeté sur les écrans américains en août 1990, The Lemon Sisters échoue au box-office. Cet insuccès motive l'actrice. Elle s'oriente alors vers la réalisation, un domaine apprécié depuis son court métrage Heaven. Après avoir achevé un épisode de China Beach et de Twin Peaks, on propose à Diane Keaton de réaliser un téléfilm. En 1991, elle signe La Petite Sauvage pour la chaîne Lifetime, offrant ainsi à Reese Witherspoon son premier rôle à la télévision.
Durant cette même année, Keaton revient devant la caméra de Charles Shyer. Quatre ans après Baby Boom (1987), elle partage l'affiche du Père de la mariée aux côtés de Steve Martin. Seulement, tout n'est pas simple : en raison de l'échec commercial du Prix de la passion, l'actrice est éloignée du tournage pendant quelque temps. Diane Keaton est en froid avec Walt Disney Pictures, le studio de production de ces deux films. Un accord est finalement trouvé. Le Père de la mariée recueille un vif succès et l'actrice renoue avec la réussite. Quatre ans plus tard, elle réinterprète le rôle de Nina Banks dans la suite du Père de la mariée. Son personnage est au cœur de la nouvelle intrigue : Nina tombe enceinte en même temps que sa fille. Une critique du San Francisco Examiner compare alors Keaton à Katharine Hepburn : « Dans les années 1970, ses personnages n'étaient pas anodins. Diane Keaton s'est changée en Katharine Hepburn. Désormais, c'est une actrice brillante et intelligente qui possède un profond instinct maternel. Elle n'a pas besoin d'être impérieuse ou nerveuse pour prouver son féminisme ».

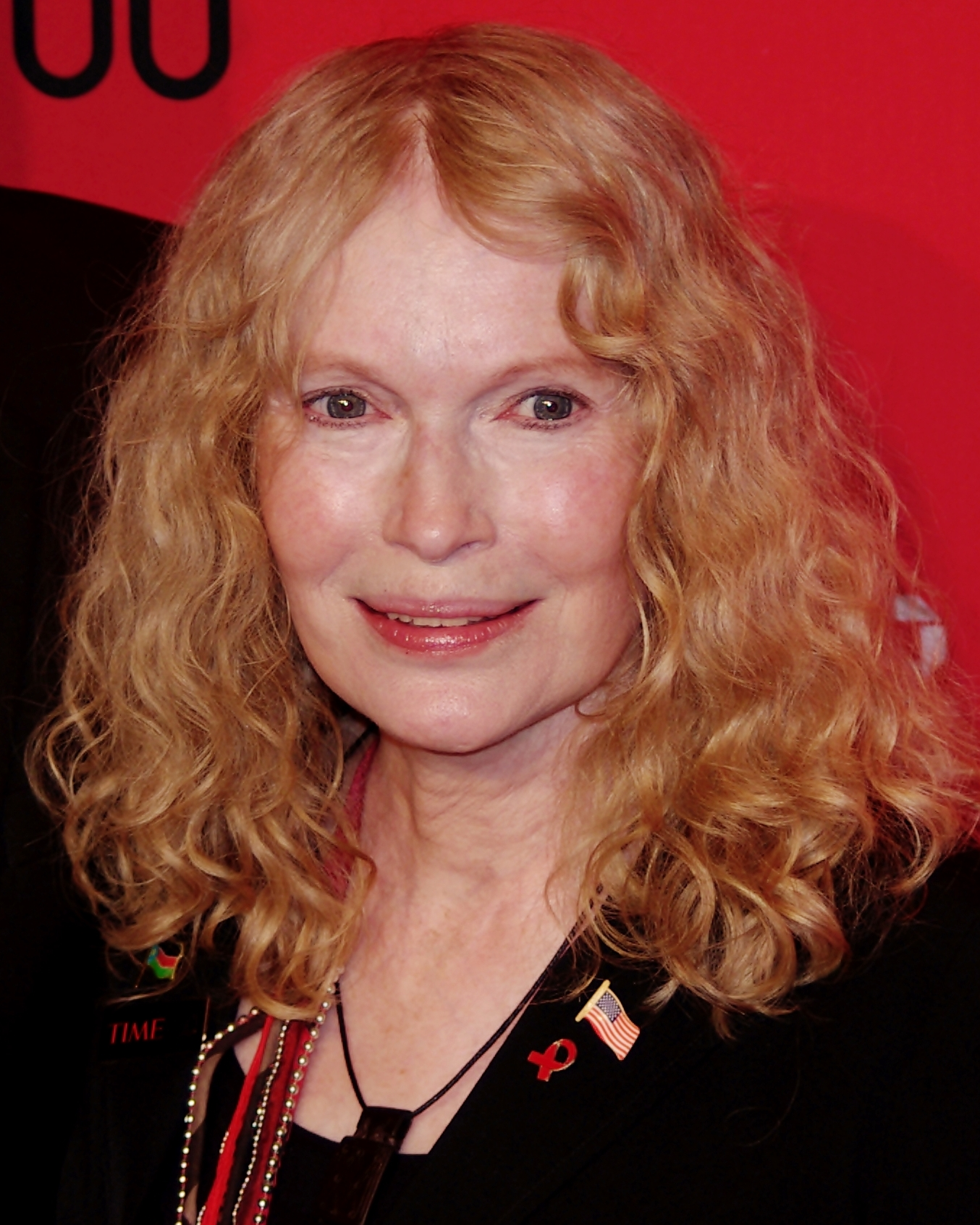
Sans un désistement de Mia Farrow, Diane Keaton n'aurait jamais retravaillé avec Woody Allen.

Dans les années 1990, Diane Keaton renoue avec « ses personnages […] pas anodins ». Ainsi, elle revêt une troisième fois le costume de Kay Adams, dans la dernière partie du Parrain. Vingt ans après Le Parrain 2, son personnage évolue encore : Kay s'est séparée de Michael Corleone. Mais, à nouveau, les critiques et l'actrice pointent du doigt l'insignifiance de son personnage dans ce film. The Washington Post écrit : « Même si son rôle est autoritaire, Keaton souffre terriblement de n'avoir aucune fonction réelle ; sauf celle d'agacer Michael pour ses péchés passés ». Puis, en 1993, elle retrouve Woody Allen. Tous les deux partagent l'affiche de la comédie policière Meurtre mystérieux à Manhattan. Sur le tournage, Diane Keaton a l'impression de revivre l'époque d'Annie Hall. À l'origine, son rôle devait être joué par Mia Farrow, mais celle-ci a abandonné le projet après sa rupture avec Allen. Depuis, Diane Keaton n'a plus jamais collaboré ni avec Francis Ford Coppola, ni avec Woody Allen. Néanmoins, elle reste très proche de ce dernier.
Pendant cette même période, Diane Keaton redevient réalisatrice et tourne son premier long métrage. Son film, Les Liens du souvenir, est adapté d'un roman autobiographique de Franz Lidz. L'histoire raconte la détermination d'un jeune garçon, Steven, et de sa mère – jouée par Andie MacDowell – malade d'un cancer. La voyant affaiblie, Steven sait qu'il ne peut compter que sur lui. Son père – joué par John Turturro – le délaisse. L'enfant est alors contraint de vivre chez deux oncles désaxés. Keaton a été très émue par cette œuvre.
Le 24 janvier 1996, Les Liens du souvenir sort en France. Auparavant, ce film est nommé au Festival de Cannes en 1995 dans la sélection « Un certain regard ». Aux dires de Diane Keaton : « Cannes m'a fait l'effet d'une scène spectaculaire ». La revue L'Avant-scène cinéma est favorable : « Diane Keaton présente là un très beau moment d'amour ». Finalement, son film est seulement nommé pour un Oscar de la meilleure musique. Aux États-Unis, les projections accueillent peu de spectateurs.

#### Consécration
En 1996, Diane Keaton devient une actrice honorée grâce à un succès inattendu : Le Club des ex. Dans cette comédie, elle joue aux côtés de Goldie Hawn et Bette Midler. Ce trio de quinquagénaires interprète le rôle d'épouses quittées par leurs maris pour des femmes plus jeunes. Keaton affirme que ce film a « sauvé [sa] vie ». Énorme succès au box-office nord-américain, avec une recette de 105 millions de dollars, Le Club des ex constitue un véritable culte parmi les femmes quinquagénaires. Les avis sur le film sont généralement positifs pour Keaton et ses camarades, le San Francisco Chronicle évoque même « la possibilité que Diane Keaton [soit l'une des] meilleures actrices comiques en vie ». En 1997, Keaton, ainsi que Hawn et Midler, sont récipiendaires du Women in Film Crystal Award. Le trophée honore « des femmes remarquables qui, par la force et l'excellence de leur travail, ont contribué à accroître le rôle des femmes dans l'industrie du divertissement ».
À la fin de l'année 1996, Diane Keaton devient Bessie, une femme souffrant de leucémie dans le film Simples Secrets. À l'origine, c'est Meryl Streep qui est pressentie pour interpréter ce personnage. Mais cette même actrice est finalement choisie pour le rôle de sa sœur, Lee. L'histoire tourne autour des deux femmes et de leur relation avec Hank, le fils de Lee, joué par Leonardo DiCaprio. Depuis longtemps, Meryl Streep est admirative du travail de Diane Keaton. Pendant la distribution du film, alors que Streep est nommée une huitième fois pour le Golden Globe de la meilleure actrice dans un film dramatique, Keaton, elle, est nommée une troisième fois pour l'Oscar de la meilleure actrice. Aucune des deux femmes ne remporte une récompense. Malgré tout, Diane Keaton gagne en notoriété. Le caractère désabusé du personnage a toutefois été difficile à cerner pour l'actrice.

### Les années 2000
Diane Keaton confirme encore qu'elle est une femme polyvalente durant les années 2000. Elle n'abandonne pas son métier d'actrice, malgré ses bons et mauvais choix filmiques, et reste aussi active dans le domaine de la réalisation. Keaton ne renonce pas non plus à ses facultés de productrice : en 2001, elle produit treize épisodes de la série télévisée Pasadena et en 2003, elle contribue à la production du film Elephant de Gus Van Sant.

#### Mauvais choix
Dès le début de cette décennie, Diane Keaton réalise et se met en scène dans Raccroche !. Pourtant, dans une interview de 1996, elle manifeste contre le fait de jouer dans son propre film : « Je ne peux pas penser à diriger quand je suis devant la caméra ». Raccroche ! est une comédie dramatique qui s'intéresse à la vie de trois sœurs confrontées à la sénilité et la mort éventuelle de leur père, joué par Walter Matthau. Le film n'est pas encensé par les critiques qui, pour la plupart, parlent d'un « lourd pensum empli de pathos ».
En 2001, Diane Keaton et Warren Beatty sont réunis pour la deuxième fois à l'écran dans Potins mondains et Amnésies partielles. Mais encore une fois, le succès n'est pas au rendez-vous : le film est un échec critique et commercial. Le mensuel américain Rolling Stone prend le risque de dire que « le film cadavérique emporte dans sa tombe la réputation de son casting étoilé, dont font partie Warren Beatty et Diane Keaton ». En France, la revue Cahiers du cinéma ne modère pas non plus son opinion, c'est : « un mélange de dévoiements névrotiques et d'hystérie quinquagénaire ». À la même période, Keaton met de côté ses projets cinématographiques pour tourner dans quatre téléfilms à petit budget. Elle joue une religieuse fanatique dans le drame Et Dieu créa Sœur Mary, puis une mère désespérée dans Vivre malgré tout et Parlez-moi de Sara. En 2003, dans Destins croisés, elle lie une amitié inhabituelle avec une détenue prête à être exécutée : Karla Faye Tucker.

Diane Keaton en 2007.

Après ses projets télévisés, c'est en 2007 qu'elle s'oriente vers deux comédies intitulées À la recherche de l'homme parfait et Mama's Boy. Dans la comédie romantique À la recherche de l'homme parfait, Keaton joue le rôle d'une mère divorcée. Elle s'obstine à vouloir fiancer sa fille Milly, jouée par Mandy Moore. Le film obtient une écrasante majorité de mauvaises critiques : The Boston Globe parle même « d'une mauvaise cuvette pour nanas en manque de clichés ». De son côté, Diane Keaton n'est pas épargnée. Elle reçoit sa première nomination pour le Razzie Award de la pire actrice. Dans Mama's Boy, l'actrice prête encore ses traits à une mère célibataire, forcée de vivre avec son fils égocentrique de vingt-neuf ans. Premier long métrage du réalisateur Tim Hamilton, Mama's Boy est une comédie indépendante. Malgré ses acteurs de renom (Jon Heder, Jeff Daniels et Eli Wallach), le film récolte de nombreuses critiques négatives.
En 2008, Dax Shepard et Liv Tyler jouent au côté de Diane Keaton dans Smother, un drame de Vince Di Meglio. Keaton y retrouve son rôle de prédilection : celui d'une ex-femme qui vit chez son fils et sa petite amie. Comme pour À la recherche de l'homme parfait et Mama's Boy, le film reçoit des critiques défavorables. L'actrice est à nouveau rejetée, Sandra Hall du New York Post écrit : « La carrière de Diane est mourante […] cette fois, malheureusement, elle est allée trop loin. Elle s'est transformée en une mère risible ». Toujours en 2008, Keaton apparaît dans la comédie policière Mad Money avec Katie Holmes et Queen Latifah. Le film, inspiré d'un téléfilm britannique intitulé Hot Money, tourne autour de trois employées de la Réserve fédérale des États-Unis. Elles décident un jour de dérober tout l'argent de la banque, au risque de se faire repérer. Le public répond présent alors que les critiques dénigrent le film. Aux États-Unis, le New York Post l'inclut dans le « Top 10 des pires films de l'année 2008 ». En France, toutefois, certains journalistes accueillent le film avec enthousiasme : Le Parisien se réjouit de « trois actrices décoiffantes » et Brazil parle d'une « mise en scène impeccable ».

#### Des films populaires
Mais les années 2000 réconcilient aussi Diane Keaton avec des films populaires. En 2003, Nancy Meyers lui offre le rôle principal de Tout peut arriver, une comédie romantique avec Jack Nicholson. L'actrice est à la fois surprise et avisée, elle confie à la réalisatrice : « Attends une minute ! Jack Nicholson ? ». Les deux comédiens sont respectivement âgés de cinquante-sept et soixante-six ans. Le film peut paraître démodé, mais Keaton s'en défend : « Regardons les choses en face, les gens de mon âge et de l'âge de Jack sont beaucoup plus profonds, beaucoup plus émouvants, car ils possèdent une grande expérience de la vie. Ils ont leurs propres idées de la passion et de l'espoir, pourquoi ne devraient-ils pas tomber amoureux ? Pourquoi ne pas montrer ce genre de choses au cinéma ? ». Tout peut arriver montre comment une femme d'âge mûr tombe amoureuse du petit ami de sa fille : un sexagénaire exubérant. Lors de la scène du premier baiser entre les deux amants, Keaton est très troublée. Dès qu'elle embrasse Jack Nicholson, elle oublie la totalité de son texte. À son contact, l'actrice « revit l'exaltation du premier amour », mais elle ne concrétise pas une relation pour autant.
Le film remporte un important succès au box-office international. En France, au bout de trois semaines, il cumule 682 712 entrées. Les critiques françaises sont ravies, selon L'Express : « Keaton, [en] Annie Hall mûrie, […] est irrésistible de beauté ». En 2004, elle est nommée une quatrième fois pour l'Oscar de la meilleure actrice et remporte le Golden Globe et le Satellite Award de la Meilleure actrice dans une comédie.
En 2005, Diane Keaton est entourée de Sarah Jessica Parker, Claire Danes, Rachel McAdams et Craig T. Nelson dans un autre film populaire : Esprit de famille. Keaton y joue le rôle d'une matriarche originaire de Nouvelle-Angleterre. Récemment soignée d'un cancer du sein, elle décide, comme chaque année, de réunir sa famille à l'occasion des vacances de Noël. Écrit et réalisé par Thomas Bezucha, Esprit de famille récolte 92,2 millions de dollars dans le monde. Les critiques ne sont pas minimes : du côté de Télérama, on observe « un joli portrait choral, où chacun joue sa partition avec tact et talent » et, du côté de Rolling Stone, on ajoute : « Keaton, comme une magicienne, mélange humour et chagrin pour honorer le film avec une grâce qui reste gravée dans les mémoires ».
En 2007, l'ensemble de sa carrière est finalement récompensé par un hommage au Lincoln Center de New York. Diane Keaton entre ainsi dans la famille des « artistes de talent », comme Elizabeth Taylor en 1986 et Jane Fonda en 2001.

### Les années 2010

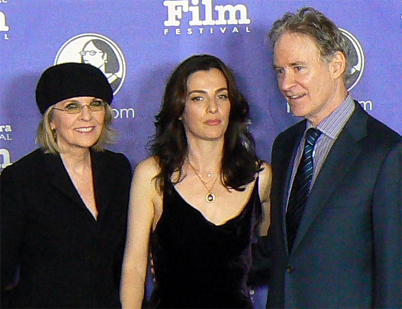
Diane Keaton, Ayelet Zurer et Kevin Kline à l'avant-première de Freeway et nous, en 2012.

Après six semaines de tournage à New York, Diane Keaton revient sur les écrans de cinéma dans Morning Glory. Cette comédie, réalisée par Roger Michell en 2010, est également menée par Rachel McAdams et Harrison Ford, un acteur légendaire aux yeux de Keaton. L'histoire est celle d'une jeune productrice, persuadée qu'elle peut redorer l'image de l'émission matinale d'une chaîne de télévision américaine. Keaton et Ford sont les deux présentateurs vedettes de cette matinale. Diane décrit son rôle comme « celui d'une femme que l'on adore détester ». Son personnage de speakerine est prêt à tout pour faire remonter l'audience du programme. Le film, inspiré d'une pièce de théâtre de Neil Simon intitulée The Sunshine Boys, reçoit un succès pondéré au box-office international. Certaines critiques trouvent que Diane Keaton est sous-exploitée dans ce film, mais d'autres, comme Aurélien Ferenczi, pense qu'elle est « parfaite en Catherine Ceylac américaine ».
À la fin de l'année 2010, Keaton rejoint la production de Freeway et nous, une comédie de Lawrence Kasdan. Le film, tourné dans l'Utah, inclut Kevin Kline et Dianne Wiest. Aux États-Unis, le film sort en 2012, alors qu'en France, aucune date n'est prévue. En 2011, Diane Keaton doit jouer pour la première fois un rôle récurrent dans une série télévisée. Mais le projet, Tilda, est abandonné à cause de conflits entre scénaristes et producteurs. Finalement, seul l'épisode pilote est diffusé sur HBO comme un téléfilm. Toutefois, rien n'empêche l'actrice de continuer sa carrière au cinéma. En 2013, elle partage l'affiche d'Un grand mariage avec Susan Sarandon et Robert De Niro. Ce film est le remake de Mon frère se marie, un long métrage français réalisé en 2006 par Jean-Stéphane Bron. Malgré son importante distribution, Un grand mariage séduit peu de critiques. L'Express estime que Hollywood « offre peu de rôles à ses grandes stars ». Interrogée par Paris Match, Diane Keaton ignore ces échecs rencontrés depuis le début des années 2000 en précisant que « le cinéma n’est plus toute [sa] vie ».
Même si le cinéma n'est plus aussi important pour elle, Diane Keaton n'arrête pas pour autant de tourner des films. Ainsi, en 2014, l'actrice participe à deux longs métrages : Ainsi va la vie de Rob Reiner et Ruth et Alex de Richard Loncraine. Dans le premier, Diane Keaton incarne Leah, la voisine d'un agent immobilier aigri, joué par Michael Douglas. Selon un journaliste de Positif, « Michael Douglas et Diane Keaton sont excellents dans les deux rôles principaux. » Dans Ruth et Alex, Diane Keaton et Morgan Freeman forment un couple de retraités qui décide de vendre son appartement à New York. En France, ce film est présenté en avant-première au 41e Festival du cinéma américain de Deauville. En 2016, Diane Keaton n'arrête toujours pas le cinéma puisqu'elle prête sa voix au personnage de Jenny dans le long métrage d'animation Le Monde de Dory d'Andrew Stanton. Eugene Levy est son partenaire pendant les séances de doublage. Toutefois, Diane Keaton s'éloigne un temps des plateaux de cinéma pour jouer dans la série télévisée de Paolo Sorrentino intitulée The Young Pope. Pour la première fois, l'actrice américaine tient un rôle récurrent à la télévision. Cette série imagine l'accession au Vatican d'un pape fictif, nommé Pie XIII et interprété par Jude Law. Diane Keaton prête ses traits à Sœur Mary, la mère de substitution du jeune pape, abandonné durant son enfance. Elle apparaît de nouveau sur les écrans de cinéma en 2018 en jouant avec Jane Fonda dans la comédie Le Book Club, où un groupe de femmes se retrouve transformé par la lecture de Cinquante nuances de Grey d'E. L. James. Ce film remporte un succès notable au box-office, récoltant pas moins de 100 millions de dollars dans le monde. En 2019, elle incarne Martha dans Pom-Pom Ladies. Dans ce film, son personnage décide de fonder un groupe de pom-pom girls dans une maison de retraite. La même année, elle prête également sa voix à un personnage de la série animée Les Œufs verts au jambon produite par Netflix.
Le 8 juin 2017, Woody Allen remet à Diane Keaton le 45e AFI Life Achievement Award au théâtre Dolby de Los Angeles. L'American Film Institute entend ainsi honorer une actrice « non conformiste, iconoclaste et excentrique ». À 73 ans, après cinquante ans de carrière, elle déclare n'avoir « aucune intention d'arrêter de travailler […]. Et si jamais plus personne ne m'appelle (pour tourner), dit-elle, j'ai plein de hobbies qui me passionnent pour occuper mon temps ».

### Les années 2020
L’année 2020 se voit gratifiée de sa participation dans le projet Love, Weddings & Other Disasters, dont elle partage l’affiche avec Jeremy Irons, Jesse McCartney et Dennis Dugan.
Elle revient en 2022 avec la comédie Mack and Rita, qui est un succès au box-office.
Elle côtoie Richard Gere, Susan Sarandon, Emma Roberts, dans Maybe I Do, qui parait en 2023,. En cette même année, elle rejoint Jane Fonda, Candice Bergen, Mary Steenburgen et Andy García pour Book Club: The Next Chapter , qui est la suite de Le Book Club, sorti en 2018.
Le 1er Janvier 2024, elle porte le film Arthur’s Whisky,. Le 31 Mai 2024, elle est tête d'affiche de la comédie Summer Camp, aux côtés de Kathy Bates, Alfre Woodard, Beverly D'Angelo, Eugène Levy et Nicole Richie.

## Autres projets artistiques
La carrière de Diane Keaton ne se résume pas seulement au métier d'actrice ou de réalisatrice. D'autres passions emploient ses capacités artistiques et la collection de photographies en est la principale. Comme son personnage d'Annie Hall, Diane Keaton est très attirée par les arts visuels. Cet intérêt est né pendant son adolescence, grâce à sa mère photographe. Depuis les années 1980, Diane Keaton collecte des photographies, des peintures, mais aussi des collages vintages. En 1987, elle parle de ses recherches dans une interview : « J'ai amassé une immense bibliothèque d'images, des scènes de baisers, des clichés que j'aime. Les choses visuelles sont vraiment importantes pour moi ». Plusieurs livres dédiés à ses collections ont déjà été édités : Reservations en 1980, Still Life: Hollywood Tableaux Photographs en 1983, Mr. Salesman en 1993 et Clown Paintings en 2002. Elle contribue également à une rétrospective photographique du paparazzi américain Ron Galella en 2003.
En plus de la photographie, Diane Keaton s'intéresse à l'architecture et aux arts décoratifs. Elle a participé à de nombreuses publications sur ces sujets comme California Romantica en 2007 ou House en 2012. Diane Keaton est également membre du Los Angeles Conservancy. Cette organisation tente de préserver les monuments historiques liés à la ville de Los Angeles. Elle a par exemple entrepris la restauration de l'Ennis House, une maison construite en 1924 par le célèbre designer Frank Lloyd Wright. Dans cette même association, l'actrice a aussi contribué à une campagne de réhabilitation de l'Ambassador Hotel. Cet hôtel, situé dans le district Mid-Wilshire, a notamment vu mourir Robert Kennedy en 1968. Diane Keaton, comme une véritable promotrice immobilière, vend même certaines de ses restaurations. En 2000, une villa de Beverly Hills est cédée à Madonna pour la somme de 6,5 millions de dollars.
En marge de ces projets, Diane Keaton possède des qualités de chanteuse et d'écrivaine. « [J'ai] toujours voulu me lancer dans la chanson » : pourtant Diane Keaton n'a jamais enregistré d'album. En 1977, la production d'un disque est en cours mais le projet ne prend jamais forme. Pour l'écriture, l'actrice est plus confiante. En 2011, elle publie ses mémoires, qui s'intitulent Une fois encore. Dans ce livre, Diane Keaton assimile sa vie à celle de Dorothy, sa mère. En 2020, elle poursuit son projet mémoriel en écrivant Brother & Sister, un livre sur son frère Randy atteint de démence.

## Vie privée

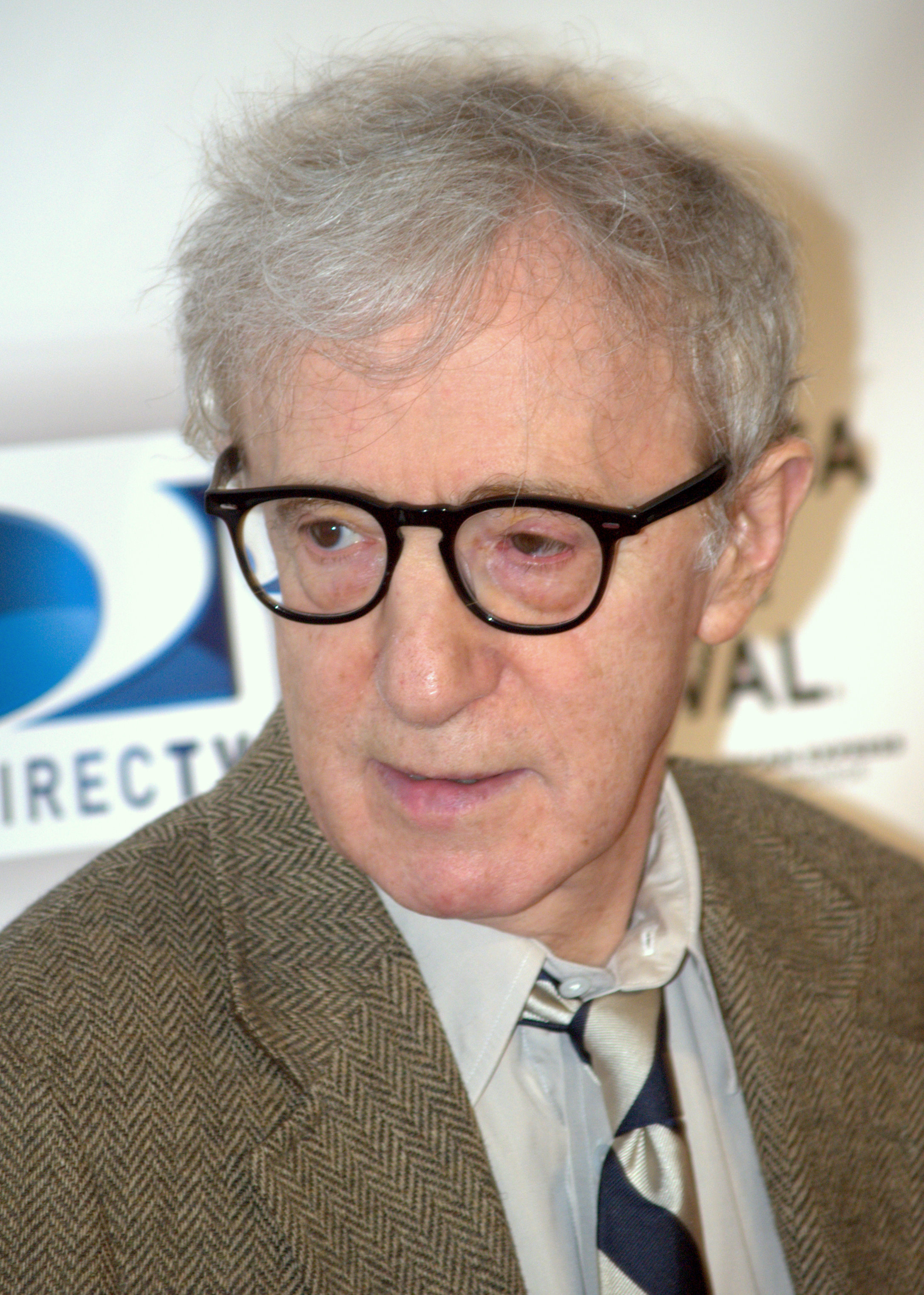
Woody Allen, compagnon de Diane Keaton de 1968 à 1974.

Diane Keaton et Woody Allen se rencontrent pour la première fois à New York en 1968, pendant les auditions de la pièce de théâtre Play It Again, Sam. La dérision est le maître-mot du couple. Si Keaton « [rit] à toutes ses blagues », Allen, lui, est attiré par le sens de l'humour de la jeune femme,. Mais leur relation amoureuse est de courte durée puisqu'ils se séparent deux ans avant le tournage d'Annie Hall, soit en 1974. Toutefois, l'actrice a toujours une grande influence sur le travail du réalisateur. Entre 1971 et 1993, huit films sont marqués par leur collaboration.
En 1978, elle entame une relation avec Warren Beatty, son partenaire dans Reds. Pendant sa jeunesse, Diane Keaton est déjà amoureuse de l'acteur principal de La Fièvre dans le sang. La vie privée du couple fait souvent la une des magazines américains, une expérience qui endurcit l'actrice. En 1985, Vanity Fair la décrit même comme « la star la plus recluse depuis Garbo »,. Beatty et Keaton se séparent peu après la fin du tournage de Reds. Aujourd'hui, Diane Keaton est toujours très complice avec Warren Beatty et Woody Allen. Néanmoins, ce dernier reste son ami le plus intime.
L'actrice fréquente régulièrement Al Pacino, son mari dans la trilogie du Parrain. Leur relation est compliquée mais très fusionnelle. À plusieurs reprises, Keaton tente de concrétiser son amour par une demande en mariage, mais à chaque fois Pacino refuse. Après de nombreux ultimatums, les deux amants se perdent de vue au début des années 1990,.
Diane Keaton n'a jamais été mariée. En juillet 2001, elle confie : « Je ne pense pas que, parce que je ne suis pas mariée, ma vie ne vaut rien. Je ne crois pas à ces mythes de vieilles filles ». En 1995, elle adopte sa fille Dexter et, en 2001 son fils Duke,. Ainsi, à l'âge de cinquante ans, Keaton décide de devenir mère. Cette décision est entreprise après le décès de son père. Plus tard, elle revient sur son rôle maternel : « La maternité m'a complètement changée. Cette expérience m'a rendue plus humble ».

## Diane Keaton et la mode

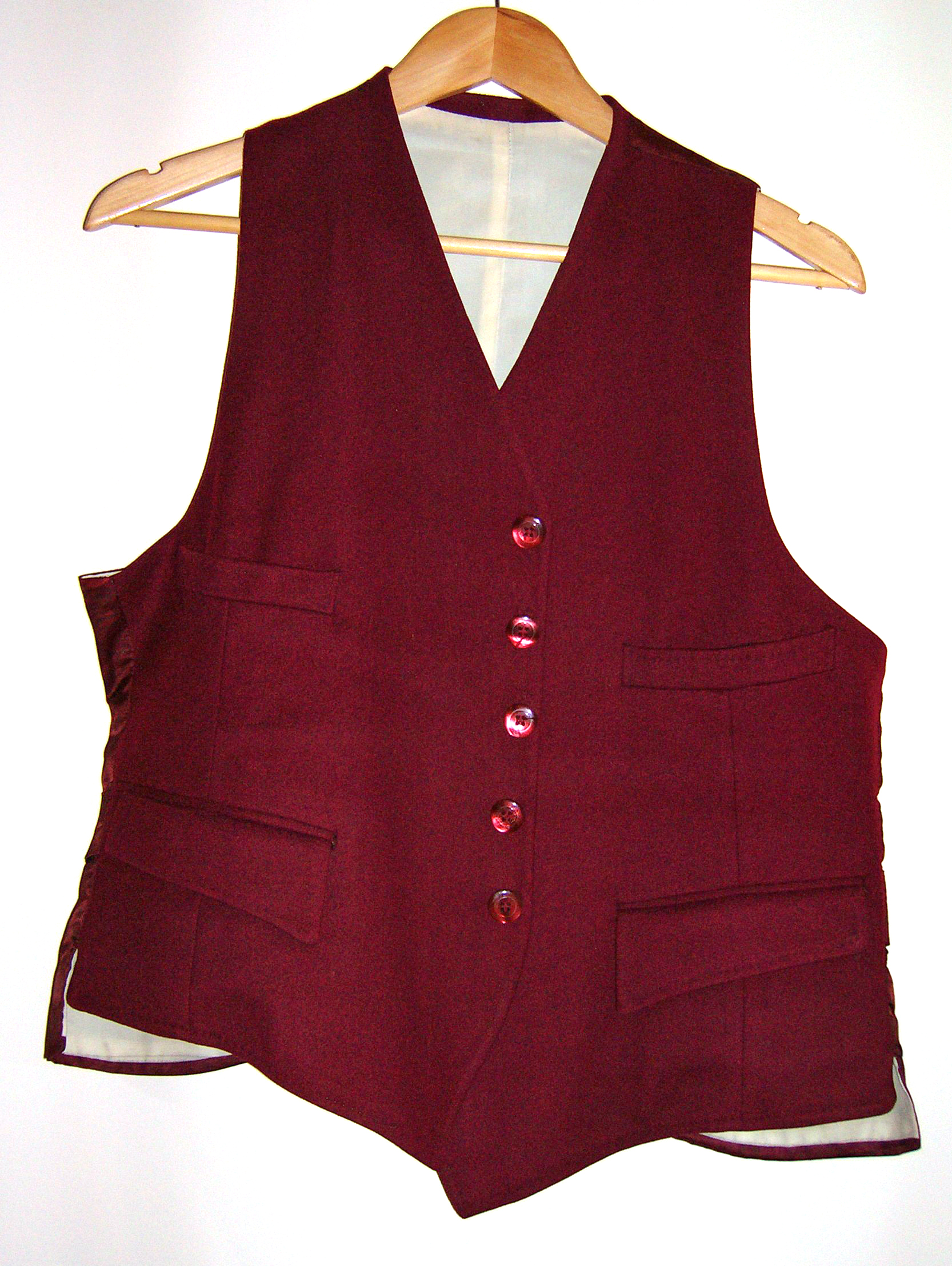
Un gilet d'homme en col V, vêtement porté par Diane Keaton dans Annie Hall.

L'image de Diane Keaton est très souvent associée au monde de la mode. Depuis le succès d'Annie Hall en 1977, sa garde-robe inspire les femmes et le cinéma, au point de devenir un symbole feministe. En effet, Keaton s'habille entièrement avec des vêtements d'hommes et assume un style vestimentaire androgyne. En portant des cravates, des gilets, des pantalons et même des chapeaux Borsalino, l'actrice devient une icône de la mode à la fin des années 1970,,. Sur le tournage d'Annie Hall, aucun costumier ne conseille Keaton : c'est elle qui choisit ses tenues. Mais Diane Keaton ne revendique pas la création de cette tendance masculine. Au contraire, elle avoue s'être inspirée des femmes élégantes du quartier SoHo de New York. Ce style se rapproche aussi de celui de Katharine Hepburn dans le film Sylvia Scarlett, en 1935.
Même si Keaton refuse de lancer une ligne de vêtements « Annie Hall », son style inspire fortement la mode et le cinéma. Dans les années 1980, par exemple, Meg Ryan emprunte son chapeau et ses pantalons dans Quand Harry rencontre Sally. En France, Vanessa Paradis partage également cette esthétique. Au début du XXIe siècle, Diane Keaton continue toujours de défier les règles de la mode. En 2004, pendant la 76e cérémonie des Oscars, elle n'hésite pas à porter un smoking avec un chapeau melon. L'Oréal la considère comme « un modèle, initiateur de tendances depuis plus de trente ans ». Ainsi, en 2006, Diane Keaton devient l'égérie de cette société de cosmétiques. Elle publie d'ailleurs régulièrement des photos de ses tenues et de ses accessoires de mode sur son compte Instagram.
Toutefois, la collaboration entre l'actrice et L'Oréal n'a pas toujours été bénéfique. En 2014, à l'occasion de la 71e cérémonie des Golden Globes, la carrière de Woody Allen est récompensée par le Cecil B. DeMille Award. Cependant, le réalisateur refuse de recevoir ce prix en mains propres. Diane Keaton est alors invitée sur scène pour rendre hommage au cinéaste new-yorkais. À la fin du discours de Diane Keaton, la chaîne NBC diffuse plusieurs publicités. L'une d'entre elles montre l'actrice en train de promouvoir un nouveau produit de L'Oréal. Or, Diane Keaton apparaît beaucoup plus jeune dans la publicité que lors de son apparition aux Golden Globes. Certains internautes accusent la société de cosmétiques d'avoir retouché l'image de l'actrice. La même année, Diane Keaton écrit justement un essai intitulé Let's Just Say It Wasn't Pretty où elle développe sa conception de la beauté et s'oppose à la pratique de la chirurgie plastique chez les femmes.

## Filmographie

### Actrice

#### Au cinéma
- Longs métrages
  - 1970 : Lune de miel aux orties (Lovers and Other Strangers) de Cy Howard : Joan Vecchio
  - 1972 : Le Parrain (The Godfather) de Francis Ford Coppola : Kay Adams
  - 1972 : Tombe les filles et tais-toi (Play It Again, Sam) de Herbert Ross : Linda
  - 1973 : Woody et les Robots (Sleeper) de Woody Allen : Luna Schlosser
  - 1974 : Le Parrain 2 (The Godfather: Part II) de Francis Ford Coppola : Kay Corleone
  - 1975 : Guerre et Amour (Love and Death) de Woody Allen : Sonja
  - 1976 : C'est toujours oui quand elles disent non (I Will, I Will… for Now) de Norman Panama : Katie Bingham
  - 1976 : Deux Farfelus à New York (Harry and Walter Go to New York) de Mark Rydell : Lissa Chestnut
  - 1977 : Annie Hall de Woody Allen : Annie Hall
  - 1977 : À la recherche de Mister Goodbar (Looking for Mr. Goodbar) de Richard Brooks : Theresa
  - 1978 : Intérieurs (Interiors) de Woody Allen : Renata
  - 1979 : Manhattan de Woody Allen : Mary
  - 1981 : Reds de Warren Beatty : Louise Bryant
  - 1982 : L'Usure du temps (Shoot the Moon) d'Alan Parker : Faith Dunlap
  - 1984 : La Petite Fille au tambour (The Little Drummer Girl) de George Roy Hill : Charlie
  - 1984 : Mrs. Soffel de Gillian Armstrong : Kate Soffel
  - 1986 : Crimes du cœur (Crimes of the Heart) de Bruce Beresford : Lenny Magrath
  - 1987 : Radio Days de Woody Allen : Monica Charles (caméo)
  - 1987 : Baby Boom de Charles Shyer : J.C. Wiatt
  - 1988 : Le Prix de la passion (The Good Mother) de Leonard Nimoy : Anna
  - 1989 : The Lemon Sisters de Joyce Chopra : Eloise Hamer
  - 1990 : Le Parrain 3 (The Godfather: Part III) de Francis Ford Coppola : Kay Adams-Michelson
  - 1991 : Le Père de la mariée (Father of the Bride) de Charles Shyer : Nina Banks
  - 1993 : Meurtre mystérieux à Manhattan (Manhattan Murder Mystery) de Woody Allen : Carol Lipton
  - 1993 : Allô maman, c'est Noël (Look Who's Talking Now) de Tom Ropelewski : Daphne (voix américaine)
  - 1995 : Le Père de la mariée 2 (Father of the Bride Part II) de Charles Shyer : Nina Banks
  - 1996 : Le Club des ex (The First Wives Club) de Hugh Wilson : Annie Paradis
  - 1996 : Simples Secrets (Marvin's Room) de Jerry Zaks : Bessie
  - 1997 : Tennessee Valley (The Only Thrill) de Peter Masterson : Carol Fitzsimmons
  - 1999 : L'Autre Sœur (The Other Sister) de Garry Marshall : Elizabeth Tate
  - 2000 : Raccroche ! (Hanging Up) de Diane Keaton : Georgia Mozell
  - 2001 : Potins mondains et Amnésies partielles (Town & Country) de Peter Chelsom : Ellie
  - 2001 : Plan B de Greg Yaitanes : Fran Varecchio
  - 2003 : Tout peut arriver (Something's Gotta Give) de Nancy Meyers : Erica Barry
  - 2005 : Esprit de famille (The Family Stone) de Thomas Bezucha : Sybil Stone
  - 2007 : À la recherche de l'homme parfait (Because I Said So) de Michael Lehmann : Daphne Wilder
  - 2007 : Mama's Boy de Tim Hamilton : Jan Mannus
  - 2008 : Smother de Vince Di Meglio : Marilyn Cooper
  - 2008 : Mad Money de Callie Khouri : Bridget Cardigan
  - 2010 : Morning Glory de Roger Michell : Colleen Peck
  - 2012 : Freeway et nous (Darling Companion) de Lawrence Kasdan : Beth Winter
  - 2013 : Un grand mariage (The Big Wedding) de Justin Zackham : Ellie Griffin
  - 2014 : Ainsi va la vie (And So It Goes) de Rob Reiner : Leah
  - 2014 : Ruth et Alex (5 Flights Up) de Richard Loncraine : Ruth Carver
  - 2015 : Noël chez les Cooper (Love the Coopers) de Jessie Nelson : Charlotte Cooper
  - 2016 : Le Monde de Dory (Finding Dory) d'Andrew Stanton : Jenny (voix américaine)
  - 2017 : Hampstead de Joel Hopkins : Emily Walters
  - 2018 : Le Book Club (Book Club) de Bill Holderman : Diane
  - 2019 : Pom-Pom Ladies (en) (Poms) de  Zara Hayes : Martha
  - 2020 : Love, Weddings & Other Disasters (en) de Dennis Dugan : Sara
  - 2022 : Mack and Rita de Katie Aselton : Rita
  - 2023 : Book Club: The Next Chapter de Bill Holderman : Diane
  - 2023 : Maybe I Do de Michael Jacobs : Grace
  - 2024 : Arthur's Whisky de Stephen Cookson : Linda
  - 2024 : Summer Camp de Castille Landon (en) : Nora[134]

- Courts métrages
  - 1981 : The Wizard of Malta d'Alex Roshuk : la narratrice
  - 2004 : Terminal Impact de Molly O'Brien : la narratrice

#### À la télévision
- Séries télévisées
  - 1970 : Love, American Style, saison 2, épisode 10 : Love and the Pen Pals : Louise
  - 1970 : Night Gallery, saison 1, épisode 2 : Room with a View : l'infirmière Frances Nevins
  - 1971 : Sur la piste du crime (The F.B.I.), saison 6, épisode 21 : Death Watch : Diane Britt
  - 1971 : Mannix, saison 4, épisode 22 : Meurtre (The Color of Murder) : Cindy Conrad
  - 2016 : The Young Pope, 10 épisodes : Sœur Mary
  - 2019-2022 : Les Œufs verts au jambon (Green Eggs and Ham), 23 épisodes : Michellee (voix américaine)
- Téléfilms
  - 1977 : Le Parrain (The Godfather: A Novel for Television) de Francis Ford Coppola : Kay Adams-Corleone
  - 1992 : Élus pour s'aimer (Running Mates) de Michael Lindsay-Hogg : Aggie Snow
  - 1994 : Amelia Earhart, le dernier vol (Amelia Earhart: The Final Flight) de Yves Simoneau : Amelia Earhart
  - 1997 : Les Chemins du cœur (Northern Lights) de Linda Yellen : Roberta Blumstein
  - 2001 : Et Dieu créa Sœur Mary (Sister Mary Explains It All) de Marshall Brickman : Sœur Mary Ignatius
  - 2002 : Destins croisés (Crossed Over) de Bobby Roth : Beverly Lowry
  - 2003 : Vivre malgré tout (On Thin Ice) de David Attwood : Patsy McCartle
  - 2006 : Parlez-moi de Sara (Surrender, Dorothy) de Charles McDougall : Natalie Swerdlow
  - 2011 : Tilda de Bill Condon : Tilda Watski
- Courts métrages
  - 1971 : Men of Crisis: The Harvey Wallinger Story de Woody Allen : Renata Wallinger
  - 2020 : Father of the Bride Part 3 (ish) de Nancy Meyers : Nina Banks
- Clip musical
  - 2021 : Ghost (en) de Colin Tilley : la grand-mère de Justin Bieber

### Réalisatrice

#### Au cinéma
- 1987 : Heaven
- 1995 : Les Liens du souvenir (Unstrung Heroes)
- 2000 : Raccroche ! (Hanging Up)

#### À la télévision
- Séries télévisées
  - 1990 : CBS Schoolbreak Special, saison 7, épisode 3 : The Girl with the Crazy Brother
  - 1990 : China Beach, saison 4, épisode 5 : La Fièvre du retour (Fever)
  - 1991 : Twin Peaks, saison 2, épisode 15 : Slaves and Masters
  - 2001 : Pasadena, saison 1, épisode 1 : Secret de famille (Pilot)
- Téléfilms
  - 1991 : La Petite Sauvage (Wildflower)
- Clips musicaux
  - 1987 : Heaven Is a Place on Earth
  - 1988 : I Get Weak (en)

### Productrice

#### Au cinéma
- 1989 : The Lemon Sisters de Joyce Chopra
- 2003 : Elephant de Gus Van Sant
- 2015 : Noël chez les Cooper (Love the Coopers) de Jessie Nelson
- 2019 : Pom-Pom Ladies (Poms) de Zara Hayes
- 2022 : Mack and Rita de Katie Aselton
- 2023 : Maybe I Do de Michael Jacobs

#### À la télévision
- Séries télévisées
  - 2001 – 2002 : Pasadena, 13 épisodes
- Téléfilms
  - 1997 : Les Chemins du cœur (Northern Lights) de Linda Yellen
  - 2002 : Destins croisés (Crossed Over) de Bobby Roth
  - 2003 : Vivre malgré tout (On Thin Ice) de David Attwood
  - 2006 : Parlez-moi de Sara (Surrender, Dorothy) de Charles McDougall

## Théâtre
- 1968 – 1972 : Hair, comédie musicale mise en scène par Tom O'Horgan et jouée au Biltmore Theatre (Broadway) du 29 avril 1968 au 1er juillet 1972[135].
- 1969 – 1970 : Une aspirine pour deux (Play It Again, Sam), pièce de théâtre mise en scène par Joseph Hardy et jouée au Broadhurst Theatre (Broadway) du 12 février 1969 au 14 mars 1970[136].
- 1976 : The Primary English Class, pièce de théâtre mise en scène par Edward Berkeley et jouée au Circle in the Square Theatre (Off-Broadway) du 16 février au 16 mai 1976[137],[138].

## Distinctions
Sauf mention contraire ou complémentaire, la liste des distinctions est issue du site Internet Movie Database.

### Récompenses
| Année | Récompense                            | Catégorie                                             | Film(s)                                       |
| ----- | ------------------------------------- | ----------------------------------------------------- | --------------------------------------------- |
| 1978  | Oscar du cinéma                       | Meilleure actrice                                     | Annie Hall                                    |
| 1978  | Golden Globe                          | Meilleure actrice dans un film musical ou une comédie | Annie Hall                                    |
| 1978  | British Academy Film Award            | Meilleure actrice dans un rôle principal              | Annie Hall                                    |
| 1978  | Kansas City Film Critics Circle Award | Meilleure actrice                                     | Annie Hall                                    |
| 1978  | National Board of Review Award        | Meilleure actrice                                     | Annie Hall                                    |
| 1978  | New York Film Critics Circle Award    | Meilleure actrice                                     | Annie Hall                                    |
| 1979  | Fotogramas de Plata                   | Meilleure actrice étrangère                           | Intérieurs - À la recherche de Mister Goodbar |
| 1982  | David di Donatello                    | Meilleure actrice étrangère                           | Reds                                          |
| 2003  | National Board of Review Award        | Meilleure actrice                                     | Tout peut arriver                             |
| 2004  | Golden Globe                          | Meilleure actrice dans un film musical ou une comédie | Tout peut arriver                             |
| 2004  | Satellite Award                       | Meilleure actrice dans un film musical ou une comédie | Tout peut arriver                             |
| 2014  | Goldene Kamera                        | Goldene Kamera d'honneur                              | —                                             |
| 2014  | Golden Icon Award                     | —                                                     | —                                             |
| 2017  | 45e AFI Life Achievement Award        | —                                                     | —                                             |
| 2018  | David di Donatello                    | David Spécial                                         | —                                             |

### Nominations
| Année | Récompense                                          | Catégorie                                             | Film                              |
| ----- | --------------------------------------------------- | ----------------------------------------------------- | --------------------------------- |
| 1978  | Golden Globe                                        | Meilleure actrice dans un film dramatique             | À la recherche de Mister Goodbar  |
| 1980  | British Academy Film Award                          | Meilleure actrice dans un rôle principal              | Manhattan                         |
| 1980  | American Movie Award                                | Meilleure actrice                                     | Manhattan                         |
| 1982  | Oscar du cinéma                                     | Meilleure actrice                                     | Reds                              |
| 1982  | Golden Globe                                        | Meilleure actrice dans un film dramatique             | Reds                              |
| 1983  | British Academy Film Award                          | Meilleure actrice dans un rôle principal              | Reds                              |
| 1983  | Golden Globe                                        | Meilleure actrice dans un film dramatique             | L'Usure du temps                  |
| 1985  | Golden Globe                                        | Meilleure actrice dans un film dramatique             | Mrs. Soffel                       |
| 1988  | Golden Globe                                        | Meilleure actrice dans un film musical ou une comédie | Baby Boom                         |
| 1994  | Golden Globe                                        | Meilleure actrice dans un film musical ou une comédie | Meurtre mystérieux à Manhattan    |
| 1995  | Golden Globe                                        | Meilleure actrice dans une minisérie ou un téléfilm   | Amelia Earhart, le dernier vol    |
| 1995  | Emmy Award                                          | Meilleure actrice dans une minisérie ou un téléfilm   | Amelia Earhart, le dernier vol    |
| 1995  | Screen Actors Guild Award                           | Meilleure actrice dans une minisérie ou un téléfilm   | Amelia Earhart, le dernier vol    |
| 1997  | Screen Actors Guild Award                           | Meilleure actrice dans un premier rôle                | Simples Secrets                   |
| 1997  | Oscar du cinéma                                     | Meilleure actrice                                     | Simples Secrets                   |
| 2003  | Washington D.C. Area Film Critics Association Award | Meilleure actrice                                     | Tout peut arriver                 |
| 2004  | Oscar du cinéma                                     | Meilleure actrice                                     | Tout peut arriver                 |
| 2004  | Screen Actors Guild Award                           | Meilleure actrice dans un premier rôle                | Tout peut arriver                 |
| 2004  | Critics Choice Award                                | Meilleure actrice                                     | Tout peut arriver                 |
| 2004  | Phoenix Film Critics Society Award                  | Meilleure actrice                                     | Tout peut arriver                 |
| 2005  | Satellite Award                                     | Meilleure actrice dans un film musical ou une comédie | Esprit de famille                 |
| 2008  | Razzie Award                                        | Pire actrice                                          | À la recherche de l'homme parfait |

## Voix francophones
Pour les versions françaises, Béatrice Delfe est la voix régulière de Diane Keaton depuis Annie Hall (1977). Les films Le Parrain (1972) et Le Parrain 2 (1974) ont eu chacun deux versions françaises différentes : pour le premier film, il s'agit des voix de Brigitte Fossey (1er doublage) et de Rafaèle Moutier (2e doublage) et pour le second, Évelyne Séléna (1er doublage) et Rafaèle Moutier (2e doublage).
Au Québec, Élizabeth Lesieur est la voix régulière de l'actrice, notamment dans L'Autre Sœur (1999), Quelque chose d'inattendu (2003) et La Famille Stone (2005).
Versions françaises
- Béatrice Delfe : Annie Hall[140], Manhattan[140], Reds[140], Le Parrain 3[140], Simples Secrets[140], etc.
- Perrette Pradier : Woody et les robots, Guerre et Amour, À la recherche de Mister Goodbar, Le Parrain (version télévisée).
- Rafaèle Moutier : Le Parrain (2e doublage) et Le Parrain 2 (2e doublage).

Versions québécoises
- Élizabeth Lesieur : L'Autre Sœur[143], Quelque chose d'inattendu[143], La Famille Stone[143], etc.